# Masdevallia tubuliflora
Masdevallia tubuliflora es una especie de orquídea epífita originaria de Chiapas en Centroamérica.

## Descripción
Es una especie de orquídea de un pequeño tamaño, con un largo tallo de forma cilíndrica, envuelto con 2 o 3 brácteas tubulares que tienen una sola hoja, erecta, apical, y algo carnosa, espatulada y peciolada que se estrecha gradualmente hacia el peciolo. La floración se produce en una delgada inflorescencia, erguida de 3 a 7 cm de largo, con una solitaria flor que surge de ramicaule con una bráctea cerca de la base y que aparecen en el otoño y principios del invierno.

## Distribución y hábitat
Se encuentra en Costa Rica, Panamá, Colombia y Venezuela, en la parte baja de las nebliselvas montanas sobre troncos de árboles, en alturas de 400 a 2500 metros

## Sinonimia
- Acinopetala tubuliflora (Ames) Luer, Monogr. Syst. Bot. Missouri Bot. Gard. 105: 3 (2006).
- Masdevallia ecaudata Schltr., Beih. Bot. Centralbl. 36(2): 384 (1918).[2]
- Masdevallia striatella Rchb. f.
- Masdevallia chloracra Rchb.f. 1886;
- Masdevallia demissa var superflua Kraenzl. 1925;
- Masdevallia superflua Kraenzl. 1921;
- Masdevallia tubuliflora Ames 1908;
- Reichantha striatella (Rchb.f.) Luer 2006